# Saint-Germain-le-Vieux

Saint-Germain-le-Vieux este o comună în departamentul Orne, Franța. În 1 ianuarie 2022 avea o populație de 65 de locuitori.